# Shichinohe
Shichinohe (七戸町; Shichinohe-machi) és un poble del Japó situat a la prefectura d'Aomori.